# Aafia Siddiqui
Aafia Siddiqui, nota anche con lo pseudonimo di Lady al-Qaeda (Karachi, 2 marzo 1972), è una neuroscienziata pakistana condannata a 86 anni con l'accusa di tentato omicidio di cittadini e ufficiali statunitensi. Sta scontando la pena detentiva presso il Federal Medical Center di Fort Worth, in Texas.
È stata chiamata "Lady al-Qaeda" da un certo numero di media a causa della sua affiliazione con gli islamisti. In Pakistan, Siddiqui è diventata il simbolo della persecuzione dei musulmani. Nel marzo 2010, dopo la sua condanna, il primo ministro pakistano Yousaf Raza Gilani e il leader dell'opposizione Nawaz Sharif hanno promesso unità per chiedere il suo rilascio. I media pakistani hanno poi descritto il processo come una “farsa”, mentre altri hanno parlato di una “reazione istintiva del nazionalismo pakistano”. In due occasioni c'è stato da parte islamica il tentativo di uno scambio di prigionieri: una volta con il giornalista James Foley e un'altra con Kayla Mueller.

## Biografia
Aafia Siddiqui è nata a Karachi, in Pakistan, da Muhammad Salay Siddiqui, un neurochirurgo di formazione britannica, e Ismet (nata Faroochi), insegnante islamica, assistente sociale e volontaria di beneficenza. Appartiene alla comunità Muhajir di lingua urdu. È cresciuta in una famiglia musulmana sunnita osservante. Siddiqui è la più giovane di tre fratelli.  Suo fratello, Muhammad, ha studiato per diventare architetto a Houston, in Texas; sua sorella, Fowzia, è una neurologa formatasi ad Harvard che ha lavorato al Sinai Hospital di Baltimora e ha insegnato alla Johns Hopkins University prima di tornare in Pakistan.
Aafia ha frequentato la scuola in Zambia fino all'età di otto anni e ha terminato gli studi primari e secondari a Karachi. Nel 1990 ha raggiunto con un visto studentesco il fratello che studiava a Huston, Texas.  Ha frequentato l'Università di Houston, dove amici e familiari hanno descritto i suoi interessi come limitati alla religione e agli studi. Evitava film, romanzi e televisione, ad eccezione dei notiziari. Dopo tre semestri, si è trasferita al Massachusetts Institute of Technology (MIT) grazie anche a una borsa di studio di 1.200 dollari "City Days" attraverso il programma del MIT per aiutare a ripulire i cortili delle scuole elementari di Cambridge.
Al MIT, Siddiqui viveva nella McCormick Hall, tutta riservata alle ragazze. Rimase attiva nel lavoro di beneficenza e nel proselitismo. I suoi compagni studenti del MIT la descrissero come religiosa, cosa non insolita all'epoca, ma non fondamentalista, e uno di loro disse che era "semplicemente gentile e pacata". Si unì all'Associazione degli studenti musulmani, e un collega pakistano ricorda il suo reclutamento per le riunioni dell'associazione e la distribuzione di opuscoli. Siddiqui ha iniziato a fare lavoro di volontariato per il Centro per rifugiati di Al Kifah che comprendeva membri che assassinarono l'ultranazionalista ebreo Meir Kahane e aiutarono Ramzi Yousef nell'attentato al World Trade Center del 1993. Era nota per la sua efficacia nel convincere il pubblico a contribuire alla jihad ed era l'unica donna ad aver raccolto regolarmente fondi per Al-Kifah. Attraverso l'associazione studentesca ha incontrato diversi islamisti impegnati, tra cui Suheil Laher, il suo imam, che aveva pubblicamente sostenuto l'islamizzazione e la jihad prima dell'11 settembre.
Nel 1995 ha conseguito al MIT la laurea in biologia. Sempre quell'anno ha accettato un matrimonio organizzato da sua madre con l'anestesista Amjad Mohammed Khan, nato a Karachi, appena uscito dalla facoltà di medicina e che lei non aveva mai visto prima.  La cerimonia del matrimonio si è svolta al telefono. Khan la raggiunse poi negli Stati Uniti e la coppia visse prima a Lexington, in Massachusetts, e poi nel quartiere Mission Hill di Roxbury, Boston, dove lavorò come anestesista al Brigham and Women's Hospital. Siddiqui ha dato alla luce un figlio, Muhammad Ahmed, nel 1996, e una figlia, Mariam Bint-e Muhammad, nel 1998. 

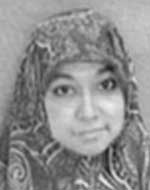
Aafia Siddiqui

All'inizio del 1999 ha insegnato a Boston al corso di "Laboratorio di Biologia Generale" e ha fondato l'Istituto di ricerca e insegnamento islamico come organizzazione senza scopo di lucro. Era presidente dell'organizzazione, suo marito il tesoriere e sua sorella l'agente residente. Frequentava una moschea fuori città dove conservava copie del Corano e altra letteratura islamica per la distribuzione. Ha anche co-fondato il Dawa Resource Center, che offriva servizi basati sulla fede ai detenuti. Nel 2001 ha conseguito il dottorato in neuroscienze cognitive presso la Brandeis University dopo aver completato la sua tesi sull'apprendimento per imitazione. In quel periodo ha affermato di volersi dedicare alla famiglia piuttosto che alla carriera. Ha iniziato a tradurre biografie di shahid arabi afghani (combattenti della jihad che erano stati uccisi) scritte da Abdullah Yusuf Azzam ("il Padrino della Jihad afghana") ed è diventata più severa nella sua religione, indossando un niqāb - un velo nero che copriva tutto tranne gli occhi - ed evitando qualsiasi musica, anche quella di sottofondo nelle mostre scientifiche.
Cominciarono a sorgere tensioni nel suo matrimonio, che, secondo il marito di Siddiqui, Khan, fu causato dalla sua travolgente devozione all'attivismo e alla jihad.  Siddiqui si allontanò temporaneamente da suo marito dopo che lui le lanciò un biberon che richiese una visita al pronto soccorso per suturarle il labbro. Nell'estate del 2001, la coppia si trasferì a Malden, nel Massachusetts. Secondo Khan, dopo gli attacchi dell'11 settembre, Siddiqui era fermamente convinta che la famiglia dovesse lasciare gli Stati Uniti, dicendo che le loro vite sarebbero state in pericolo se fossero rimaste.  Una volta tornata in Pakistan, Siddiqui ha chiesto che la famiglia si trasferisse al confine con l'Afghanistan e che Khan lavorasse come medico per aiutare i mujaheddin talebani nella loro lotta contro gli Stati Uniti. Khan era piuttosto riluttante su questa decisione. Nel gennaio 2002 Siddiqui era tornata da lui negli Stati Uniti dopo che lui avreva accettato le sue condizioni, tra cui quella di unirsi a lei nelle attività islamiche. Ha iniziato a istruire i suoi figli a casa.
Nel maggio 2002, l'FBI iniziò a interrogare Siddiqui e suo marito in merito al loro acquisto su Internet di apparecchiature per la visione notturna del valore di 10.000 dollari, giubbotti antiproiettile e manuali militari tra cui The Anarchist's Arsenal, Fugitive, Advanced Fugitive e How to Make C-4.  Khan affermò che servivano per spedizioni di caccia e campeggio. Il 26 giugno 2002, la coppia e i loro figli tornarono a Karachi. Nel settembre 2002, Siddiqui diede alla luce Suleman, l'ultimo dei loro tre figli.  Dopo un tentativo di riconciliazione fallito, la coppia divorziò il 21 ottobre 2002.  Fu a questo punto che i suoi legami con Al-Qaeda iniziarono seriamente.
Nel febbraio 2003, Siddiqui sposò Ammar al-Baluchi, un membro di al-Qaeda e nipote del leader di al-Qaeda Khalid Sheikh Mohammed (KSM), a Karachi. Mentre la sua famiglia negò che avesse sposato Al-Baluchi, fonti dell'intelligence pakistana e statunitense e la stessa famiglia di Khalid Sheikh Mohammed confermarono che il matrimonio c'era stato. Il matrimonio durò solo un paio di mesi. Secondo uno degli zii di KSM, Mohammed Hussein, al-Baluchi non sopportò lo "stile di vita liberale" di Siddiqui. Lei ha detto all'FBI che al-Baluchi aveva divorziato dopo essere stato arrestato.
Nel marzo 2003 è stata nominata corriere e finanziatrice di Al-Qaeda da Khalid Sheikh Mohammed finendo in un elenco di persone "ricercate per essere interrogate" del Federal Bureau of Investigations (FBI) degli Stati Uniti; era l'unica donna inclusa nella lista.

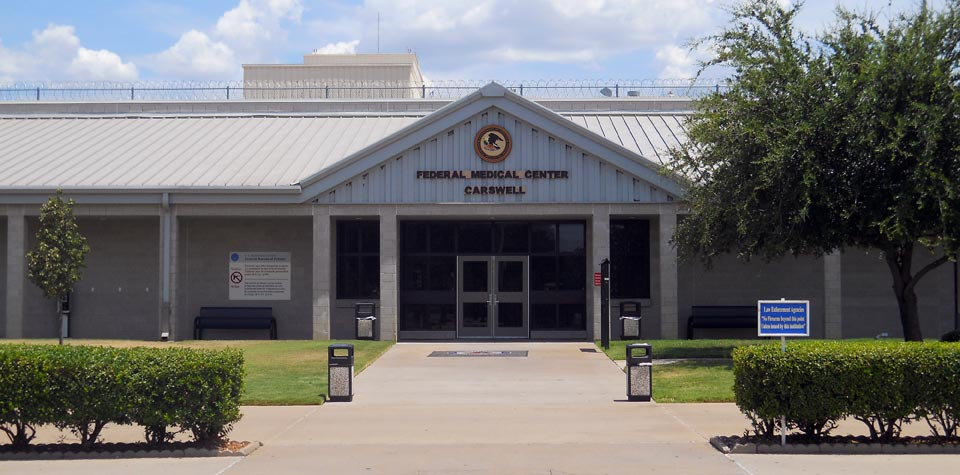
Il "Centro Medico Federale" dove si trova Siddiqui

Poi è scomparsa fino al suo arresto da parte della polizia a Ghazni, in Afghanistan, il 17 luglio 2008, mentre era in possesso di documenti e appunti che descrivevano in dettaglio il processo di fabbricazione della bomba, nonché di contenitori di cianuro di sodio. Mentre era detenuta in custodia per essere interrogata, Siddiqui fu colpita al torso da membri dell'FBI e dell'esercito americano in missione sul posto, dopo aver sparato, secondo le testimonianze, contro di loro con una pistola che uno degli investigatori aveva lasciato a terra.
Siddiqui fu trasportata dall'FBI a New York e accusata nel distretto meridionale di New York nel settembre 2008 per aver tentato di uccidere un capitano dell'esercito americano nella stazione di polizia di Ghazni. Siddiqui ha negato le accuse. Dopo 18 mesi di detenzione, è stata processata e condannata il 3 febbraio 2010. La sua condanna, annunciata nello stesso anno, è stata di 86 anni di prigione.
IL 15 gennaio 2022, un uomo che si spacciava per suo fratello, ma non aveva alcun legame familiare con lei, ha preso degli ostaggi in una sinagoga del Texas.
L'8 maggio 2023, sua sorella maggiore, Fowzia Siddiqui, ha ottenuto un visto per ingressi multipli dal governo americano per farle visita e vederla per la prima volta in quasi vent'anni.